# 고양 원각사 대방광원각수다라요의경 권1
대방광원각수다라요의경 권1(大方廣圓覺修多羅了義經 卷1)은 대한민국 경기도 고양시 일산서구 원각사에 있는 불경이다. 2014년 5월 9일 경기도의 유형문화재 제287호로 지정되었다.

## 참고 문헌
- 대방광원각수다라요의경 권1 - 국가유산청 국가유산포털